# Carles Escolà i Sánchez
Carles Escolà i Sánchez (Sabadell, 1978) és un enginyer informàtic, activista social i polític català, alcalde de Cerdanyola del Vallès des del 13 de juny de 2015 fins al 15 de juny de 2019 i cinquena persona en exercir aquest càrrec des del restabliment de la democràcia espanyola.

## Trajectòria professional i política
Carles Escolà i Sánchez va néixer a Sabadell l'any 1978 i va residir a Badia del Vallès durant la infantesa. Va estudiar a l'Escola La Sardana d'aquest municipi i posteriorment a l'Institut CE Ramar de Sabadell. Després va ingressar a la Universitat Autònoma de Barcelona on va cursar estudis d'enginyeria informàtica. En l'àmbit professional, Escolà es va incorporar l'any 2000 com a consultor i programador extern en l'empresa Barlo Plastics SA (després Quinn Plastics SAU i més endavant Polycasa SA), on es va integrar en plantilla l'any 2002.
Escolà va iniciar la seva activitat política a Cerdanyola als 25 anys com militant d'Esquerra Unida i Alternativa (EUiA) i fins a l'any 2008. Posteriorment va participar en la creació de la coalició d'esquerres Compromís per Cerdanyola (CxC), integrada dins les Candidatures Alternatives del Vallès i a través de la qual va ostentar el càrrec de regidor i portaveu del grup municipal durant més de 2 anys (entre maig de 2011 i octubre de 2013). Després de ser reescollit com a cap de llista i un cop celebrades les eleccions municipals del 24 de maig de 2015, va aconseguir reunir els vots necessaris d'ERC, CiU i ICV-EUiA-MES per desbancar al PSC del govern de la ciutat.
Dues setmanes després de les eleccions municipals que van impossibilitar a Escolà revalidar l'alcaldia, el batlle va anunciar en roda de premsa dijous 6 de juny de 2019 que renunciava a recollir l'acta de regidor i abandonava la primera línia política de la ciutat. En tornar al seu lloc de feina antic, va rebre una comunicació informant del seu acomiadament. A setembre del 2019, el cas continua pendent de judici.
La CUP va anunciar el desembre de 2020 que Escolà concorreria a les eleccions al Parlament de Catalunya de 2021 com a número sis de la CUP a la circumscripció de Barcelona.